# Gooseberry Cove (Cape Shore)
Gooseberry Cove is een plaats (locality) in de Canadese provincie Newfoundland en Labrador, in het zuidoosten van het eiland Newfoundland. Het plaatsje telt slechts een handvol huizen en heeft geen permanente inwoners. Desalniettemin geniet het een zekere bekendheid vanwege het aldaar gelegen Provinciaal Park Gooseberry Cove.

## Geschiedenis
De plaats werd, net zoals de andere nederzettingen aan de Cape Shore, in de eerste helft van de 19e eeuw gesticht door Ierse immigranten. Gooseberry Cove bleef doorheen heel haar geschiedenis erg klein, met slechts een handvol huizen en een bevolkingsomvang die in 1911 piekte op 21 inwoners. In 1951 woonden er maar 9 mensen meer en eind de jaren 50 had de laatste inwoner de plaats verlaten. De kleine nederzetting verdween echter niet, daar de bestaande huizen in gebruik werden genomen als tweede verblijf of als vakantiewoning.

## Geografie
Gooseberry Cove bevindt zich aan de westkust van Avalon, het zuidoostelijke schiereiland van Newfoundland. De plaats is gelegen aan de oevers van de Placentia Bay, meer bepaald aan een cove met dezelfde naam. De kleine nederzetting is gebouwd in het dal van de beek Big Brook, dat ter hoogte van het dorp in zee uitmondt.
De gemeentevrije plaats bevindt zich in de kustregio Cape Shore en is bereikbaar via provinciale route 100. Ze ligt 3 km ten zuiden van Ship Cove en 4 km ten noorden van Patrick's Cove. De grote plaats Placentia ligt iets minder dan 30 km verder noordwaarts.

## Provinciaal park
Gooseberry Cove is een goed beschermde inham met aan haar oevers een zandstrand, hetgeen in de provincie een zeldzaamheid is. Het is daarenboven gelegen te midden van een groene omgeving bestaande uit grasland en bos. Het strand en het daar achter gelegen grasland zijn daarom door Newfoundland en Labrador erkend als een provinciaal park.

## Galerij

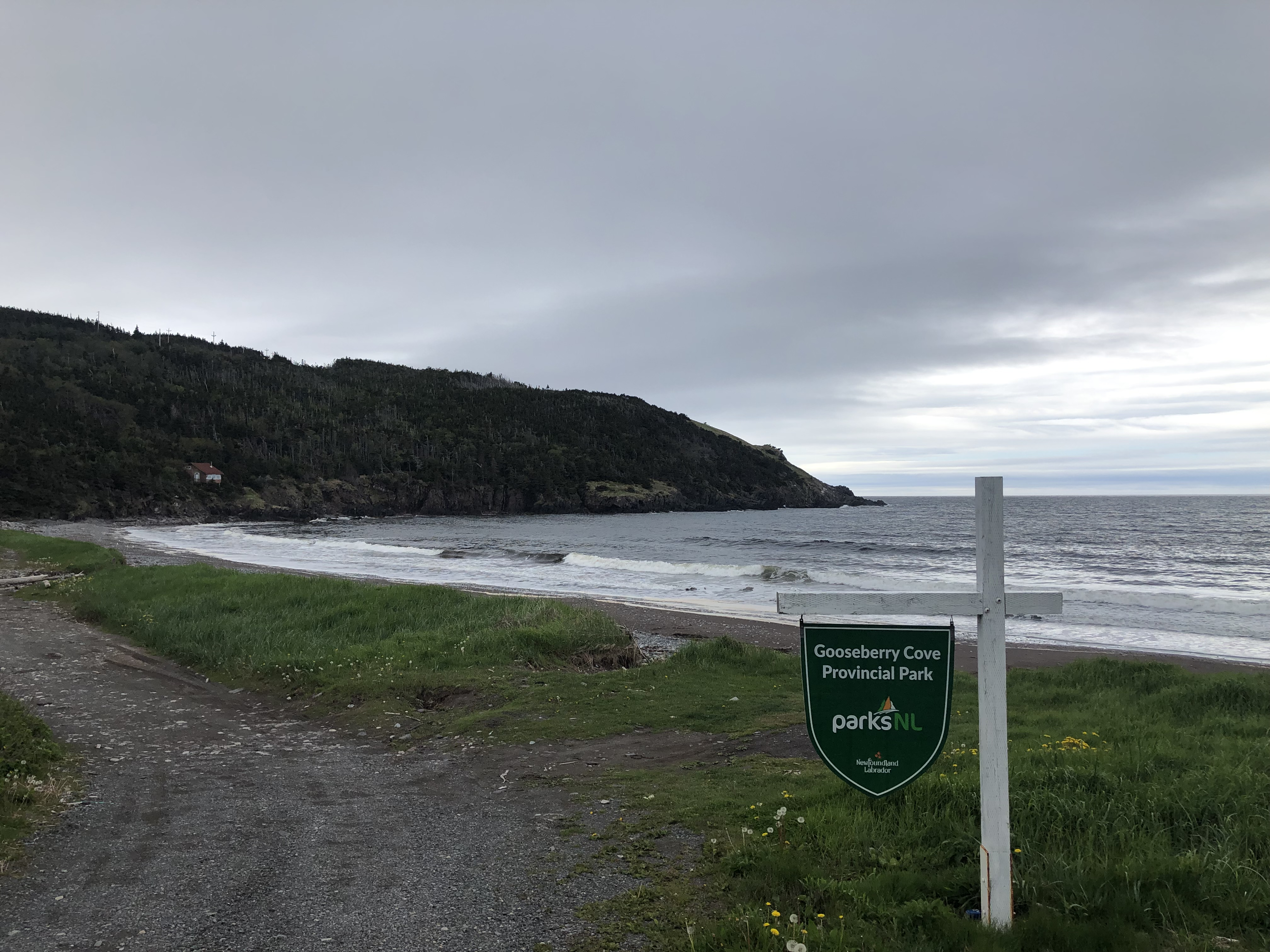
Toegangsbord van het Provinciaal Park Gooseberry Cove, met in de achtergrond een van de weinige huizen
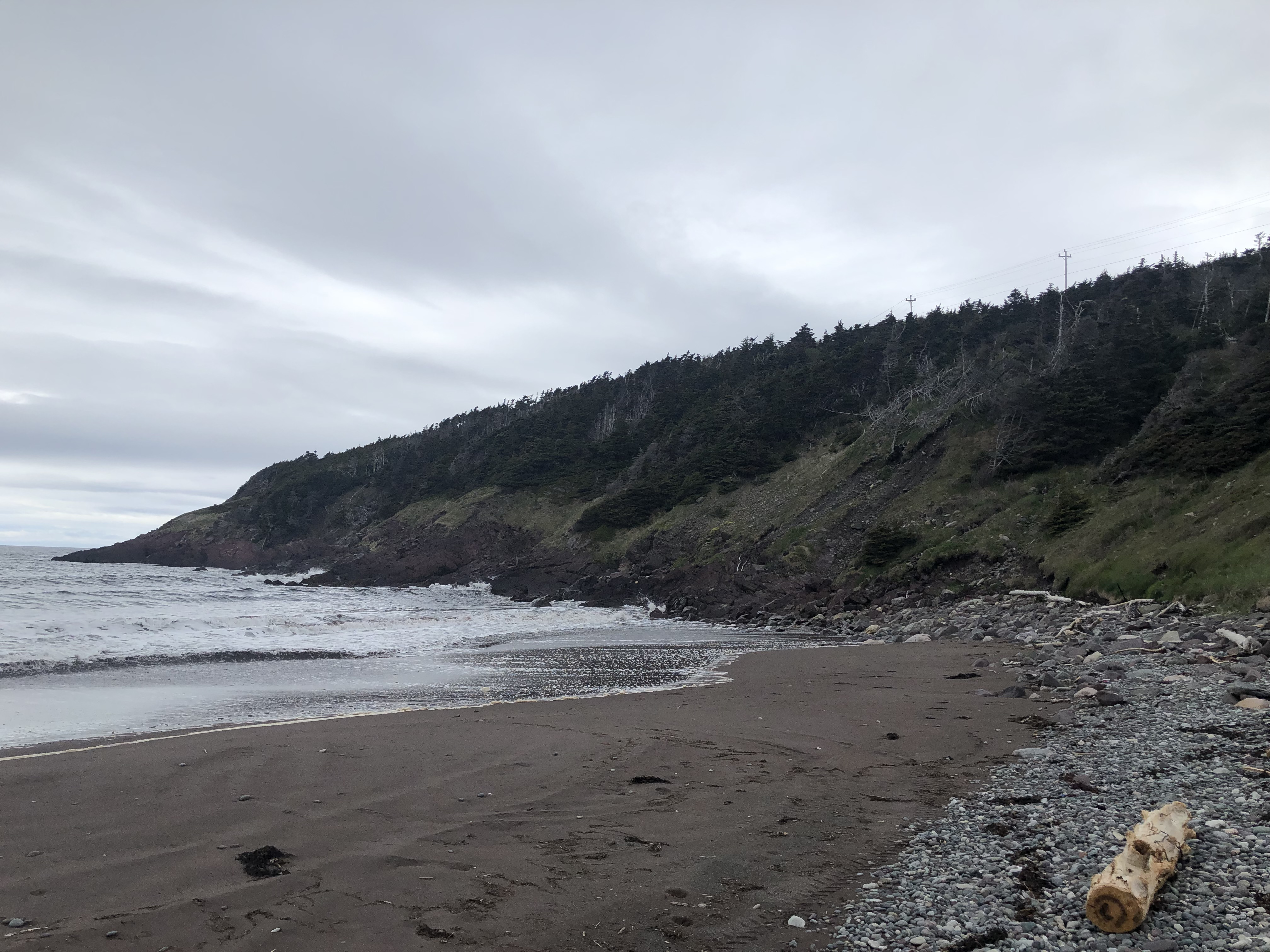
Noordelijke uiteinde van het strand